# محمد صالح محمد صالح
محمد صالح محمد صالح (ولد في عام 1970 في البحرين) مستشار قانوني ودبلوماسي ومؤلف وكاتب عمود بحريني. يعتبر ثالث بحريني يحصل على درجة الدكتوراه في القانون الدولي من جامعة الصين للعلوم السياسية والقانون وذلك في عام 2013.

## النشأة والتعليم
ولد صالح في عام 1970 في البحرين.
حصل على شهادة البكالوريوس في العلوم السياسية والقانون من جامعة الكويت في عام 1992. ثم حصل على دبلومٍ عالي في دراسات الأمم المتحدة ودرجة الماجستير في العلوم السياسية من جامعة لونج آيلاند في نيويورك بالولايات المتحدة في عام 2003. ثم حصل على درجة الدكتوراه في القانون الدولي من جامعة الصين للعلوم السياسية والقانون ببكين بجمهورية الصين الشعبية في عام 2013.

## المسيرة القانونية والدبلوماسية
التحق بالعمل في وزارة الخارجية سنة 1993 بدرجة سكرتير ثالث في قسم الدراسات والبحوث. ثم عمل في الوفد الدائم لمملكة البحرين لدى الأمم المتحدة بنيويورك من 1997 إلى 2003. كان أحد أعضاء وفد البحرين خلال عضوية المملكة في مجلس الأمن من 1998 إلى 1999. شارك في دورات الجمعية العامة من الدورة (49) إلى الدورة (57) خلال الفترة من 1994 إلى 2002. وكان أحد أعضاء وفد مملكة البحرين في الدورات الموضوعية للمجلس الاقتصادي والاجتماعي من 2000 إلى 2002 التي عقدت في نيويورك وجنيف بالتناوب.
عمل في إدارة المنظمات الدولية بوزارة الخارجية بدرجة سكرتير ثان ثم بدرجة سكرتير أول من 2003 إلى 2007. ثم عمل في سفارة مملكة البحرين في نيودلهي بجمهورية الهند بدرجة سكرتير أول من 2007 إلى 2008. ثم عمل في سفارة مملكة البحرين في بكين بجمهورية الصين الشعبية بدرجة سكرتير أول من 2008 إلى 2012.
شارك في عدد من اجتماعات منظمة المؤتمر الإسلامي كمؤتمر القمة العاشر الذي عقد في مدينة بوتراجايا بماليزيا في أكتوبر 2003. كما شارك في بعض اجتماعات حركة عدم الانحياز كالاجتماع الوزاري الذي عقد في ديربان بجنوب إفريقيا 17 - 19 أغسطس 2004 وشارك أيضا في عدد من اجتماعات وفعاليات منتدى التعاون العربي الصيني بالإضافة إلى العديد من المؤتمرات والاجتماعات الدولية الأخرى.

## ببلوغرافيا
له عدد من الأبحاث منها:
- أزمة جنوب السودان.
- إصلاح مجلس الأمن.

كما أصدر عدة كتب منها:
- الأمم المتحدة... المتغيرات الدولية والتحديات الراهنة.
- البحرين والأمم المتحدة.
- نظرية الحقوق... مقارنة بين لوك وهوبز.
- قضايا صينية معاصرة.

كما أنه كاتب عمود في صحيفة الوسط البحرينية في عام 2015.

## الحياة الشخصية
يتحدث اللغة الإنجليزية بطلاقة كما أنه محيط بأساسيات اللغة الصينية.